# Stefan Zweig Zentrum Salzburg
Das Stefan Zweig Zentrum Salzburg (ehemals: Stefan Zweig Centre Salzburg) ist ein Projekt von Stadt und Land Salzburg sowie der Universität Salzburg für Literatur, Kunst und Wissenschaft in der Edmundsburg.

## Geschichte
Von 1919 bis 1934 lebte Stefan Zweig in Salzburg. Hier entstanden seine Bücher Sternstunden der Menschheit, die historisch-biographischen Studien über Joseph Fouché, Marie-Antoinette und Erasmus von Rotterdam. Um das literarische und das europäische Vermächtnis des österreichischen Schriftstellers Stefan Zweig neu zur Diskussion zu stellen, wurde das Salzburger Zentrum 2008 von Rektor Heinrich Schmidinger unter dem Namen Stefan Zweig Centre Salzburg gegründet. 2017 wurde es als Forschungszentrum der Paris Lodron Universität Salzburg fest angegliedert und in Stefan Zweig Zentrum Salzburg umbenannt. Der Autor und Literaturwissenschaftler Klemens Renoldner war von 2008 bis 2018 Direktor des Zentrums, von ihm übernahm von 2019 bis 2023 Arturo Larcati, seit Jänner 2024 hat Martina Wörgötter die Leitung inne.
Rechtsträger ist die Universität Salzburg, die gemeinsam mit Stadt und Land Salzburg die Finanzierung gewährleistet. Das Projekt wird durch den Verein der Freunde des Stefan Zweig Zentrum Salzburg unterstützt.
Ende April 2025 wurde von der Universität Salzburg das Stefan Zweig Haus vorgestellt, in dem das Stefan Zweig Zentrum und das Literaturarchiv Salzburg zusammengeführt werden. Mitte 2026 kann das Stefan Zweig Haus Räumlichkeiten in der umgebauten Neuen Residenz beziehen. Leiter ist der Universitätsprofessor Werner Michler. Die neue Forschungsstätte erhielt von den Erben Stefan Zweigs hunderte Briefe, Dokumente und auch Möbel aus dem Nachlass. Ihre Aufgabe wird in Forschung, Aufbewahrung, Aufarbeitung und Vermittlung bestehen.

## Programm
Auf dem Programm des Stefan Zweig Zentrum stehen Vorträge, Gespräche, Lesungen und wissenschaftliche Tagungen. Forschungsschwerpunkte sind die österreichische Kultur- und Literaturgeschichte von 1900 bis 1945, Fragen von Wissenschaft, Kunst und Judentum, aber auch Konferenzen zur zeitgenössischen Literatur und zu Fragen der europäischen Einigung. Nationale und internationale, künstlerische und wissenschaftliche Kooperationen werden an diesem Ort ins Leben gerufen.

## Ausstellung
Mit Bildern und  Dokumenten stellt eine Ausstellung Leben und Werk des Autors Stefan Zweig dar. In sechs Kapiteln (Familie, Europa, Erfolg, Festspiele, Abschied, Rückblick) werden seine Lebensstationen, seine Schriften sowie die Begegnungen mit Freunden und Kollegen dokumentiert. Gelegentlich werden auch Sonderausstellungen gezeigt.

## Bibliothek
Für wissenschaftliche Arbeiten steht eine Forschungsbibliothek zur Verfügung. Es handelt sich um eine Präsenzbibliothek, eine Ausleihe ist nicht möglich. Der größte Teil der Bibliothek stammt von dem britischen Diplomaten und Zweig-Biographen Donald A. Prater, der seine Zweig-Sammlung der Universität Salzburg übergeben hat.

## Publikationen
Das Stefan Zweig Zentrum Salzburg publiziert eine Zeitschrift mit dem Titel Zweigheft. Jedes Jahr erscheinen zwei Ausgaben. Verstreut publizierte Texte und Interviews von Stefan Zweig werden neu zugänglich gemacht, einzelne Studien zu biographischen Fragen veröffentlicht. Österreichische Schriftsteller berichten über die neue Lektüre von Zweig-Texten. Außerdem dokumentiert das Zweigheft die Veranstaltungen des Zentrums. Im Würzburger Verlag Königshausen & Neumann erscheinen in unregelmäßiger Folge die Bände der Schriftenreihe des Stefan Zweig Zentrum Salzburg. Sie dokumentieren die wichtigsten Forschungsergebnisse von Konferenzen und Vorträgen.
Zwischen 2017 und 2024 erschien die Salzburger Werkausgabe, eine kommentierte Studienausgabe des Erzählwerks in sieben Bänden, hrsg. von Werner Michler und Klemens Renoldner, beim Paul Zsolnay Verlag. 2018 erschien das Stefan Zweig-Handbuch, hrsg. von Arturo Larcati, Klemens Renoldner und Martina Wörgötter, im Verlag De Gruyter.